# DeviantArt
DeviantArt (tidligere skrevet som deviantART fra 2001 til 2014; ofte forkortet som dA) er en amerikansk online fællesskab tilgængeligt for hele verden, der fremviser brugerfremstillet kunst. Siden blev lanceret den 7. august 2000 af Scott Jarkoff, Matthew Stephens, Angelo Sotira og andre. DeviantArt, Inc. har hovedkvarter i Hollywood-området af Los Angeles, Californien, USA.
Til og med juni 2014 har websiden mere end 26 millioner medlemmer, over 251 millioner uploadede værker, og modtager 105.000 uploads dagligt. Domænet deviantart.com tiltrak mindst 36 millioner besøgende årligt i 2008 ifølge en undersøgelse fra Compete.com.
Til og med november 2020 er tallet på medlemmer steget til mere end 61 millioner.
DeviantArts mål er, at give alle kunstnere et sted at kunne udstille og diskutere deres værker. Værkerne er organiserede i en overskuelig kategoristruktur, der inkluderer fotografier, digital kunst, traditionel kunst, litteratur, Flash og andet, samt en lang række guider til, hvordan man selv kan komme i gang som kunster inden for de forskellige områder. "Fella", en lille robotagtig kattefigur, er DeviantArts officielle maskot.